# Kirchensteueramt
Kirchensteuerämter sind eine besondere Einrichtung in Bayern. Während in den anderen deutschen Bundesländern das staatliche Finanzamt die Kirchensteuern berechnet und einzieht, sind hierfür in Bayern eigene kirchliche Einrichtungen, die sogenannten Kirchensteuerämter zuständig.
Im Dezember 1941 legte die bayerische Landesregierung fest, dass die Kirchensteuern ab dem 1. April 1942 von den Religionsgemeinschaften selbst zu veranlagen und einzuziehen sind. Die sieben bayerischen Diözesen der katholischen Kirche sowie die Evangelisch-Lutherische Kirche in Bayern richteten daher Kirchensteuerämter ein.
Nach dem Ende des Zweiten Weltkriegs wurde die Kirchensteuerverwaltung nicht wieder den staatlichen Finanzämtern übertragen. Dies geschah auf Wunsch der Kirchen; als Grund gaben sie vor allem an, dass die Kirchensteuerämter eine wichtige Kontaktstelle zu den Steuerpflichtigen seien.
Die Kirchensteuern werden grundsätzlich von den gemeindlichen Steuerverbänden verwaltet. Nur die Verwaltung der im Abzugsverfahren zu erhebenden Kirchenlohn- und der Kirchenkapitalertragsteuer steht den staatlichen Finanzämtern zu; die Erstattung der Kirchenlohnsteuer jedoch wiederum den gemeinschaftlichen Steuerverbänden. Auf das Verfahren findet die Abgabenordnung Anwendung. Soweit Kirchensteuern von den gemeinschaftlichen Steuerverbänden verwaltet werden, entscheiden diese auch über Einsprüche; über Klagen befinden die staatlichen Finanzgerichte in München und Nürnberg.
Für die katholischen Kirchenprovinzen Bamberg und München bestehen Kirchensteuerämter in jeder der sieben Diözesen. Für die Evangelisch-Lutherische Kirche in Bayern bestehen die Kirchensteuerämter Augsburg-München, Bayreuth und Nürnberg. Das Kirchgeld wird jedoch jeweils von den Kirchengemeinden verwaltet.